# M87
М87 е една от най-големите известни елиптични галактики, от Земята се вижда като мъгляво петънце в съзвездието Дева от осма звездна величина. Mасата ̀и се оценява на 3 трилиона слънчеви маси. Тя е мощен източник на радио и гама лъчение, което се дължи на черна дупка с маса от порядъка на 3 милиарда слънчеви маси в центъра ѝ.
Открита е от Шарл Месие в съзвездието Дева, и затова в радио каталозите е наричана също Virgo A. В Нов общ каталог се води под номер NGC 4486.
М87 е наблюдаема с телескоп, но с любителски уреди тя се вижда само като блестящо петно. На практика, отделни звезди в М87 не могат да бъдат наблюдавани дори и с професионални наземни телескопи.